# Kaitlin Sandeno
Kaitlin Shea Sandeno (Mission Viejo (Californië), 13 maart 1983) is een voormalig zwemster uit de Verenigde Staten, die met de Amerikaanse estafetteploeg het zeventien jaar oude wereldrecord verbeterde op de 4x200 meter vrije slag bij de Olympische Zomerspelen van 2004 in Athene.

## Carrière
Bij haar internationale debuut, op de Olympische Zomerspelen van 2000 in Sydney, veroverde Sandeno de bronzen medaille op de 800 meter vrije slag. Daarnaast eindigde ze als vierde op de 400 meter wisselslag en als zesde op de 200 meter vlinderslag.
Een jaar later, bij de wereldkampioenschappen zwemmen 2001 in Fukuoka, sleepte ze wederom de bronzen medaille in de wacht op de 800 meter vrije slag, deze prestatie leverde ze tevens op de 200 meter vlinderslag. Daarnaast eindigde ze als vijfde op de 400 meter wisselslag, als zesde op de 1500 meter vrije slag en strandde ze in de series van de 400 meter vrije slag. Een rugblessure dreigde een voortijdig einde te maken aan haar carrière, maar twee jaar later, bij de Amerikaanse kampioenschappen, zegevierde Sandeno andermaal: op de 200 meter vlinderslag, én op de 200 meter en 400 meter wisselslag.
In Athene voegde de pupil van trainer-coach Mark Schubert een zilveren (400 meter wisselslag), een bronzen (400 meter vrije slag) en een gouden (4x200 meter vrije slag) toe aan haar verzameling. Het succesvolle estafetteteam van de Amerikanen in Griekenland bestond verder uit Natalie Coughlin, Carly Piper en Dana Vollmer. Op de 200 meter vlinderslag miste ze op een haar na een medaille, ze werd vierde op 14/100 seconde van de Japanse Yuko Nakanishi. Op de wereldkampioenschappen kortebaanzwemmen 2004 in Indianapolis veroverde Sandeno goud op zowel de 400 meter vrije slag, de 200 meter vlinderslag als de 400 meter wisselslag. Op de 4x200 meter vrije slag legde ze samen met Dana Vollmer, Rachel Komisarz en Lindsay Benko beslag op de wereldtitel.
Tijdens de wereldkampioenschappen zwemmen 2005 in Montreal legde de Amerikaanse, op de 400 meter wisselslag, beslag op de bronzen medaille. Samen met Natalie Coughlin, Katie Hoff en Whitney Myers veroverde ze de wereldtitel op de 4x200 meter vrije slag.
In Shanghai nam Sandeno deel aan de wereldkampioenschappen kortebaanzwemmen 2006. Op dit toernooi sleepte ze de zilveren medaille in de wacht op de 200 meter wisselslag en eindigde ze als vijfde op de 400 meter wisselslag en als zesde op de 100 meter wisselslag. Daarnaast strandde ze in de series van zowel de 200 meter vrije slag als de 200 meter rugslag. Op de 4x200 meter vrije slag legde ze samen met Kate Ziegler, Rachel Komisarz en Amanda Weir beslag op de bronzen medaille. Op de Pan Pacific kampioenschappen zwemmen 2006 in Victoria werd de Amerikaanse gediskwalificeerd op de 400 meter vrije slag, daarnaast werd ze op al haar overige afstanden uitgeschakeld in de series.
Nadat Sandeno zich niet had gekwalificeerd voor de wereldkampioenschappen zwemmen 2007 en de Olympische Zomerspelen 2008 beëindigde ze haar carrière, haar laatste wedstrijd was de US Olympic trials 2008.

## Internationale toernooien
| Jaar | Olympische Spelen                                                           | WK langebaan                                                                                       | WK kortebaan | PanPacs                                                                              |
| ---- | --------------------------------------------------------------------------- | -------------------------------------------------------------------------------------------------- | --- | ------------------------------------------------------------------------------------ |
| 2000 | 800m vrije slag · 6e 200m vlinderslag · 4e 400m wisselslag                  | | geen deelname |                                                                                      |
| 2001 |                                                                             | 9e 400m vrije slag · 800m vrije slag · 6e 1500m vrije slag · 200m vlinderslag · 5e 400m wisselslag | |                                                                                      |
| 2002 |                                                                             | | geen deelname | geen deelname                                                                        |
| 2003 |                                                                             | geen deelname                                                                                      | |                                                                                      |
| 2004 | 400m vrije slag · 4e 200m vlinderslag · 400m wisselslag · 4x200m vrije slag | | 400m vrije slag · 200m vlinderslag · 400m wisselslag · 4x200m vrije slag                                               |                                                                                      |
| 2005 |                                                                             | 400m wisselslag · 4x200m vrije slag                                                                | |                                                                                      |
| 2006 |                                                                             | | 15e 200m vrije slag · 12e 200m rugslag · 6e 100m wisselslag · 200m wisselslag · 5e 400m wisselslag · 4x200m vrije slag | serie 200m vrije slag DQ 400m vrije slag serie 200m wisselslag serie 400m wisselslag |

## Persoonlijke records

### Kortebaan
| Afstand          | Tijd    | Datum            | Plaats         |
| ---------------- | ------- | ---------------- | -------------- |
| 200m vrije slag  | 1.56,68 | 19 februari 2005 | Belo Horizonte |
| 400m vrije slag  | 4.02,01 | 9 oktober 2004   | Indianapolis   |
| 200m vlinderslag | 2.06,07 | 18 maart 2004    | Texas          |
| 100m wisselslag  | 1.01,60 | 6 april 2006     | Shanghai       |
| 200m wisselslag  | 2.08,11 | 18 maart 2004    | Texas          |
| 400m wisselslag  | 4.30,12 | 7 oktober 2004   | Indianapolis   |

### Langebaan
| Afstand          | Tijd    | Datum             | Plaats  |
| ---------------- | ------- | ----------------- | ------- |
| 200m vrije slag  | 1.59,78 | 2 augustus 2005   | Irvine  |
| 400m vrije slag  | 4.06,19 | 15 augustus 2004  | Athene  |
| 800m vrije slag  | 8.24,29 | 22 september 2000 | Sydney  |
| 200m vlinderslag | 2.08,18 | 18 augustus 2004  | Athene  |
| 200m wisselslag  | 2.12,13 | 10 augustus 2007  | Bangkok |
| 400m wisselslag  | 4.34,95 | 14 augustus 2004  | Athene  |